# Seznam valižanskih politikov
Seznam valižanskih politikov.

## B
- Aneurin Bevan (1897-1960)
- Henry Brooke
- Robert James Buckland

## C
- Alun Hugh Cairns
- Ann Clwyd
- Stephen Crabb

## D
- David Thomas Charles Davies
- Paul Davies
- Ron Davies
- Stephen Doughty
- Mark Drakeford

## E
- Jonathan Edwards
- Richard Edwards
- Roger Nicholas Edwards
- Gwynfor Evans

## F
- David Patrick Maxwell Fyfe

## G
- Vaughan Gething
- Cheryl Elise Kendall Gillan
- James "Jim" Griffiths
- Robert Griffiths

## H
- William Jefferson Hague
- Peter Gerald Hain
- Simon Anthony Hart
- Charles Hill
- Cledwyn Hughes
- David James Fletcher Hunt

## J
- Siân James
- Carwyn Jones
- David Ian Jones
- Ieuan Wyn Jones
- Keith Sinjohn Joseph

## L
- Elfyn Llwyd
- Gwilym Lloyd George

## M
- Alun Edward Michael
- Edward Millward
- Eluned Morgan (barroness of Ely)
- Hywel Rhodri Morgan
- John Morris
- Paul Peter Murphy

## R
- John Alan Redwood

## S
- Joanna "Jo" Meriel Stevens

## T
- Peter John  Mitchell Thomas
- Thomas George  Thomas

## V
- Humphrey Vaughan ap David Gething

## W
- Peter Edward Walker
- Phil Williams
- Dafydd Wigley